# Mjölby tegelbruk
Mjölby tegelbruk, också kallat Eldslösa tegelbruk, var ett svenskt tegelbruk för murtegel i Mjölby.
Mjölby tegelbruk grundades före 1897. Detta år övertogs arrendet av Klas Magni på Rakereds gård, vilken därefter drev Mjölby tegelbruk tillsammans med det omkring 1894 grundade Rakereds tegelbruk. År 1906 sammanslogs dessa två tegelbruk med Kallerstads tegelbruk i Linköping. 
Tegelbruket låg i södra delen av Mjölby mellan järnvägen och Svartån. Leran till teglet togs från ett gärde nedanför Kyrkberget på Västra Eldslösa ägor, omkring 700 meter sydost om bruket. Transporten av leran skedde på en industribana, som passerade under stambanan och en sidolinje till denna på två ställen, varav den norra passagen fortfarande är synlig. 
Efter bildandet 1906 av AB Förenade Tegelbruken fördubblades  produktionen vid Mjölby tegelbruk. Murtegeltillverkningen låg därefter på två miljoner per år under 1910- och 1920-talen. Mjölby tegelbruk lades ned i slutet av 1940-talet och hela produktionsanläggningen är riven. Fabriksbyggnaden revs 1961, men Tegelmästarens villa finns kvar.